# Venusia (djur)
Venusia är ett släkte av fjärilar som beskrevs av John Curtis 1839. Venusia ingår i familjen mätare, Geometridae.

## Bildgalleri

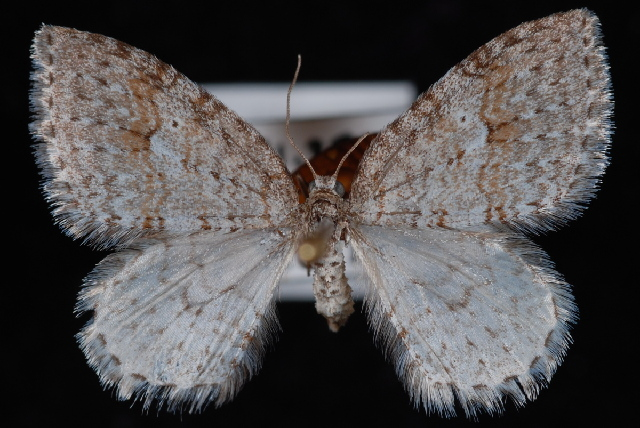
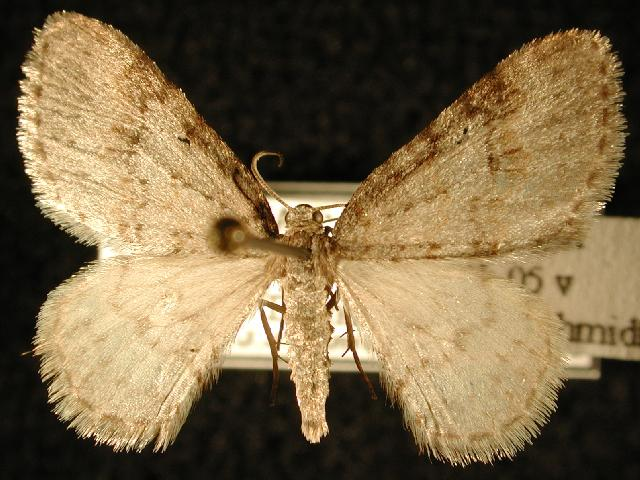
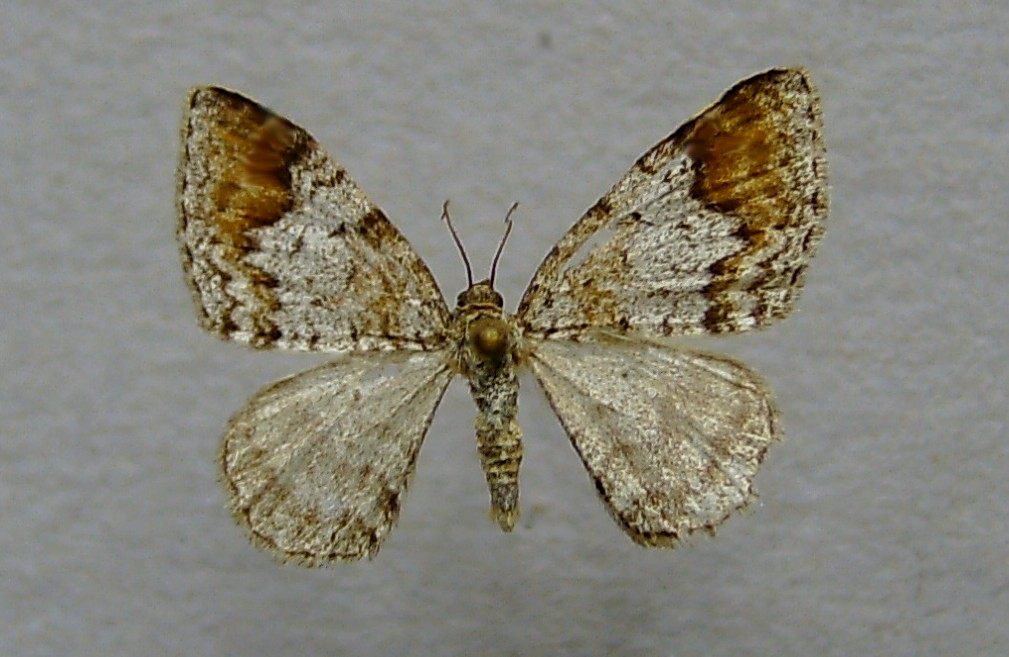
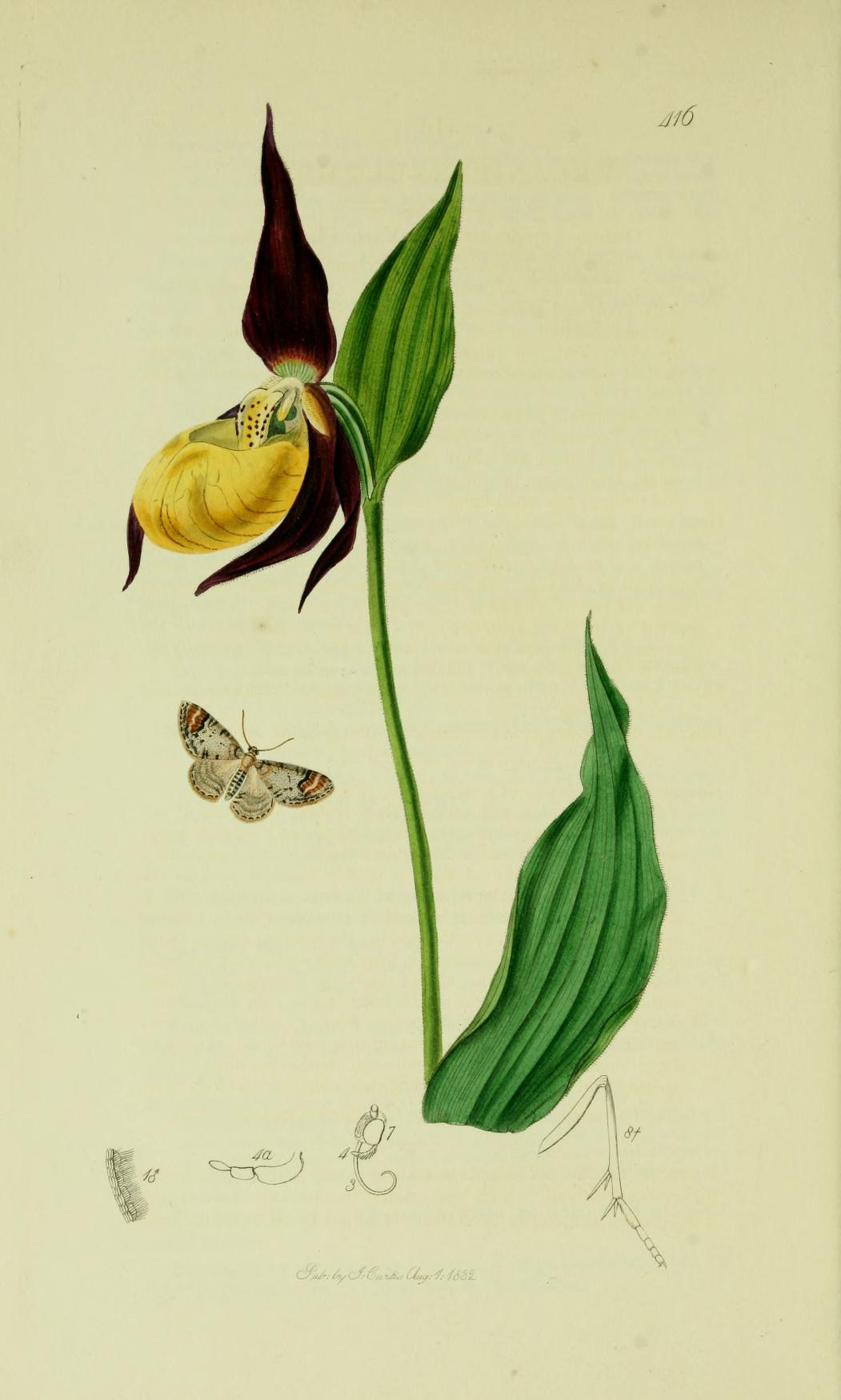

## Dottertaxa tillVenusia, i alfabetisk ordning[1][2]
- Venusia accentuata
- Venusia albinea
- Venusia apicistrigaria
- Venusia biangulata
- Venusia blomeri, Almlundmätare
- Venusia bradyi
- Venusia brevipectinata
- Venusia cambrica, Rönnmätare
- Venusia cambricaria
- Venusia cambricata
- Venusia comptaria
- Venusia conisaria
- Venusia crassisigna
- Venusia debrunneata
- Venusia distrigaria
- Venusia erutaria
- Venusia eucosma
- Venusia expressa
- Venusia hypoconia
- Venusia ilara
- Venusia inclinata
- Venusia inefficax
- Venusia kasyata
- Venusia kioudjrouaria
- Venusia kukunoora
- Venusia laria
- Venusia latefasciata
- Venusia lilacina
- Venusia limata
- Venusia lineata
- Venusia lofthousei
- Venusia marmoraria
- Venusia megaspilata
- Venusia melanogramma
- Venusia naparia
- Venusia nebulosaria
- Venusia nigricaria
- Venusia nigrifurca
- Venusia obliquisigna
- Venusia ochrota
- Venusia pallida
- Venusia pallidaria
- Venusia palumbes
- Venusia participata
- Venusia pearsalli
- Venusia perlineata
- Venusia phasma
- Venusia planicaput
- Venusia pulchraria
- Venusia punctiuncula
- Venusia purpuraria
- Venusia pygmaea
- Venusia rala
- Venusia salienta
- Venusia scitularia
- Venusia semistrigata
- Venusia shuotsu
- Venusia sikkimensis
- Venusia suffusa
- Venusia syngenes
- Venusia szechuanensis
- Venusia tchraria
- Venusia webbi
- Venusia violettaria
- Venusia yasudai